# 건식벽

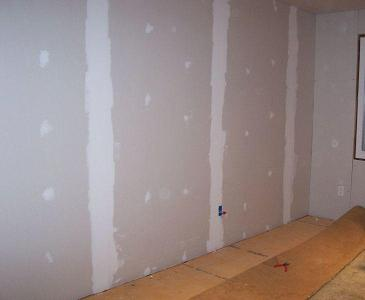

건식벽 또는 드라이월(drywall)은 황산 칼슘 이수화물(석고)로 만든 패널이다. 첨가물 없이 일반적으로 두꺼운 외장재와 뒷면 종이 사이에 압출되어 내부 벽과 천장 건설에 사용된다. 석고는 섬유(일반적으로 종이, 유리솜 또는 이들 재료의 조합), 가소제, 발포제, 곰팡이, 가연성 및 수분 흡수를 줄일 수 있는 첨가제와 혼합된다.
20세기 중반 건식벽 건축은 라스와 석고에 대한 시간과 노동을 절약하는 대안으로 북미에서 널리 퍼졌다.

## 같이 보기
- 방화벽 (건축)